# Sugomel
Genre
Sugomel est un genre d'oiseaux de la famille des Meliphagidae.

## Liste des espèces
Selon la classification de référence du Congrès ornithologique international (14.2, 2024) il comporte deux espèces :
- Sugomel lombokium (Mathews, 1926) — Méliphage de Lombok
- Sugomel nigrum (Gould, 1838) — Myzomèle cravaté

## Systématique
Le nom valide complet (avec auteur) de ce taxon est Sugomel Mathews, 1922,. Son espèce type est Myzomela nigra Gould, 1838, rebaptisée Sugomel nigrum.

### Publication originale
- (en) Gregory M. Mathews, « Additions and Corrections », Austral Avian Record, Londres, vol. 5, no 1,‎ 17 juillet 1922, p. 1-9 (lire en ligne, consulté le 3 octobre 2024).